# Biskupi bańskobystrzyccy

## Ordynariusze
| L.p. | Imię i nazwisko         | Lata      | Informacje dodatkowe     |
| ---- | ----------------------- | --------- | ------------------------ |
| 1    | František I Berchtold   | 1776–1793 | biskup                   |
| *    | Martin Mateovich        | 1793–1800 | administrator apostolski |
| 2    | Gabriel I Zerdahelyi    | 1800–1813 | biskup                   |
| *    | Franz Vallitzek         | 1813–1819 | administrator apostolski |
| 3    | Anton I Makay           | 1819–1823 | biskup                   |
| 4    | Jozef I Belánsky        | 1823–1843 | biskup                   |
| 5    | Jozef II Rudnyánszky    | 1844–1850 | biskup                   |
| 6    | Štefan I Moyzes         | 1850–1869 | biskup                   |
| 7    | Zigmund I Suppan        | 1870–1871 | biskup                   |
| 8    | Arnold I Ipolyi-Stummer | 1872–1886 | biskup                   |
| 9    | Imrich I Bende          | 1886–1893 | biskup                   |
| 10   | Karol I Rimely          | 1893–1904 | biskup                   |
| 11   | Wolfgang I Radnai       | 1904–1920 | biskup                   |
| 12   | Marián I Blaha          | 1920–1943 | biskup                   |
| 13   | Andrej I Škrábik        | 1943–1950 | biskup                   |
| *    | Jána Decheta            | 1950–1968 | administrator apostolski |
| *    | František Haspru        | 1968–1973 | administrator apostolski |
| 14   | Jozef III Feranec       | 1973–1990 | biskup                   |
| 15   | Rudolf I Baláž          | 1990–2011 | biskup                   |
| 16   | Marián II Chovanec      | od 2012   | biskup                   |

## Biskupi pomocniczy
| L.p. | Imię i nazwisko | Lata      | Informacje dodatkowe               |
| ---- | --------------- | --------- | ---------------------------------- |
| 1    | Wolfgang Radnai | 1901–1904 | biskup tytularny Europus           |
| 2    | Andrej Škrábik  | 1939–1943 | biskup tytularny Scyrus, koadiutor |
| 3    | Peter Dubovsky  | 1991–2008 | biskup tytularny Carcabia          |